# Škoda (кулемет)
Škoda (також кулемет Сальватора—Дормуса) — австро-угорський станковий кулемет, один з перших кулеметів у світі, застосовувався під час Першої світової війни. Вироблявся компанією Шкода в місті Пльзень.

## Історія
Автоматика кулемета була розроблена полковником Георгом Ріттером фон Дормусом та ерцгерцогом Габсбургом Карлом Сальватором у 1888 році. Серійне виробництво кулемета розгорнула компанія «Škoda» під керівництвом інженера Андреаса Радовановича. Кулемет став першою збройовою практикою компанії, яка раніше не розробляла зброю. У 1890 році був представлений готовий кулемет. А 1893 року кулемет взяли на озброєння під індексом Mitrailleuse M/93. Призначався для флоту та фортець. З причини конкуренції зі кулеметом Шварцлозе особливої популярності не здобув, зважаючи на більш низькі експлуатаційні характеристики, тому мав обмежене застосування на фронтах Першої світової війни.

## Конструкція

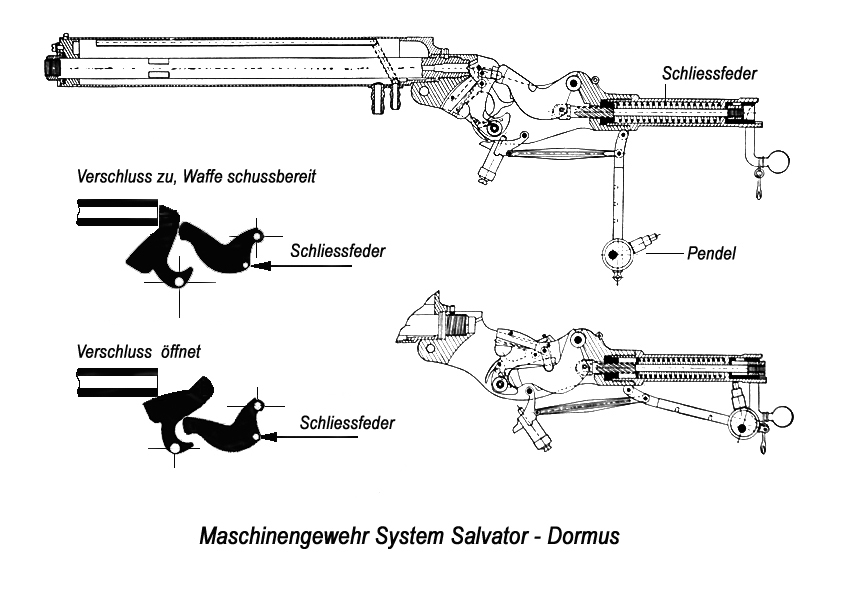

Кулемет мав водяне охолодження ствола. Замикання ствола здійснювалося напіввільним затвором, який хитався у поздовжній площині за типом відкидних затворів старих однозарядних гвинтівок (як, наприклад, у гвинтівок Ремінгтон) відкидний затвор якої утримувався при пострілі курком. Позаду затвор підпирався фігурним підпружиненим шатуном, причому положення осей і профіль дотичних поверхонь затвора та шатуна були підібрані так, щоб тертя при повороті значно уповільнювало відхід затвора від ствола під дією віддачі. Шатун з'єднувався з гвинтовою пружиною віддачі, змонтованою в довгій трубці позаду короба. Прироблений знизу маятниковий регулятор темпу пострілу міняв темп від 280 до 600 пострілів на хвилину. У перших моделях кулемета використовувався невдалий варіант боєпостачання через подачу патронів з розташованого нагорі короба магазина під дією сили тяжіння. Шарнірно пов'язаний з затвором важіль досилав патрон в патронник при русі затвора вперед. Цей же важіль проштовхував вниз гільзу. Відкритий знизу короб збільшував небезпеку засмічення, а розташований відкрито маятник легко міг бути пошкоджений. Пізніше з моделі M/09, живлення змінили на стрічкове, як у звичайних станкових кулеметах того часу.

## Варіанти
- Škoda М/93 — перша модель прийнята на озброєння.
- Škoda М/02 — модифікація з польовим триножним верстатом, з бронещитом та сидінням для кулеметника.
- Škoda M/09 та M/13 — вдосконалені версії, з стрічковим живленням, пристроєм осалки патронів для підвищення надійності викиду гільз, сповільнювач темпу стрілянини прибраний. На трубку поворотної пружини міг кріпитися плечовий упор. Кулемет міг мати оптичний приціл.